# Треска Зика
Треска Зика (Zika Fever) е арбовирусна инфекция при хората. Вирусът е от род Flavivirus и се пренася от комари предимно от род Aedes. Заболяването е характерно за тропическите райони на Африка и Югоизточна Азия. Клинически се проявява с инфлуенцоподобни признаци, подобно на тези при денга и западнонилска треска, но за разлика от последните изходът е благоприятен.

## Исторически сведения за заболяването
Болестта е описана от Dick, Kitchen & Haddow през 1947 г. при маймуни и комари от вида Aedes africanus обитаващи гората Зика в Уганда. По-късно вирусът е изолиран и в комари, представители на други видове. Първото доказателство, че вирусът поразява хора е описано през 1952 г. при човек от Уганда с антитела в кръвта, а първият случай на заболяване е описан през 1964 г. В Нигерия е доказано за пръв път през 1975 г. През 1978 г. вирусът е изолиран в малко огнище на заболяването в Индонезия. През 2007 г. е регистриран епидемичен взрив на заболяването на остров Яп, част от Микронезия. Това е първия случай на заболяването извън Африка и Азия.

## Разпространение
Освен в Уганда, Нигерия, Индонезия и Микронезия вирусът е изолиран и в Танзания, Египет, Централноафриканска република, Сиера Леоне, Габон, Сенегал, Индия, Малайзия, Филипини, Тайланд и Виетнам. Съществуват сведения, че вирусът може да се предаде и посредством полов контакт.

## Етиология
Причинител на треската Зика е вирус от семейство Flaviviridae.

## Епидемиология
Към вируса са възприемчиви хора, боледуват и макаци. Комарите представляват вектор като го предават от болен към здрав посредством кръвосмучене и инокулиране на причинителя. Известни са няколко вида преносители на вируса от род Aedes – Aedes africanus, Aedes apicoargenteus, Aedes luteocephalus, Aedes aegypti, Aedes vitattus и Aedes furcifer. На остров Яп преносител на вируса е предимно комара Aedes hensilli. Тези комари хапят хората през светлата част на денонощието като връх на тяхната активност се проявява в ранно утро и края на втората половина на деня.

## Клинични признаци
Основните клинични признаци са главоболие, конюнктивит, болки в ставите на ръцете и краката и обрив по тялото. Симптомите продължават от 2 до 10 дена. Има описани случаи на поразяване на плода при бременни жени. Вирусът причинява тежки малформации на главата при новородени бебета (микроцефалия).

## Диагноза
Диагнозата се основава на данните от епизоотологичното проучване, клиничните признаци, данни от лабораторните изследвания и диференциалната диагноза.

### Лабораторна диагноза
За лабораторна диагноза се използва метода PCR. При него се откриват антигени в кръвен серум взет в стадий на треска. За отдиференциране с други флавивирусни инфекции се използва метода ELISA.

### Диференциална диагноза
В диференциално-диагностично отношение трябва да се вземат предвид следните заболявания проявяващи се със сходни на Зика признаци:
- Чикунгуня
- Денга
- Западнонилска треска

## Лечение
Няма сигурно лечение на болестта. То е насочено към облекчаване на симптомите, основно тези свързани с болките в ставите. Използват се нестероидни противовъзпалителни средства, но без аспирин, поради повишен риск от кръвотечения. Ваксина против заболяването не се прилага.

## Профилактика
За ограничаване на заболяването е важно да се намалят местата, където се размножават комарите. Необходимо е и използването на инсектициди и обработка на водата с цел унищожаване на личинките на комара. Хората трябва да носят дрехи с дълъг ръкав и да използват репеленти с цел ограничаване на ухапванията.